# Ochodaeus gigas
Ochodaeus gigas är en skalbaggsart som beskrevs av Sylvain Auguste de Marseul 1878. Ochodaeus gigas ingår i släktet Ochodaeus och familjen Ochodaeidae. Inga underarter finns listade i Catalogue of Life.